# Matt Heafy
Matthew Kiichi Heafy (født 26. januar 1986 i Iwakuni, Japan), er en amerikansk. Han er bedst kendt for at være vokalist og guitarist i metalbandet Trivium. På trods af at han er født i Japan, taler han ikke japansk.